# Madonna (musikalbum)
Madonna är det självbetitlade debutalbumet av den amerikanska popartisten Madonna. Det gavs ut den 27 juli 1983 på Sire Records. Albumet återlanserades i Europa 1985 under namnet Madonna: The First Album med ny design och nya fotografier. En remastrad utgåva av originalalbumet släpptes 2001 av Warner Bros. Records med bonusremixer.
Under 1982 började Madonna etablera sig själv som sångerska i centrala New York där hon träffade Seymour Stein, ordförande för Sire Records, som kontrakterade henne efter att han hade hört hennes singel "Everybody". Singeln visade sig bli en succé och Sire erbjöd henne ett kontrakt för ett helt album. Under inspelningarna valde Madonna att arbeta tillsammans med Warner Bros.-producenten Reggie Lucas. Hon blev emellertid inte nöjd med de färdiga låtarna och hade svårt att komma överens med Lucas produktionstekniker, således bestämde hon sig för att söka ytterligare hjälp med produktionen. Madonna vände sig då in sin dåvarande pojkvän John "Jellybean" Benitez för att hjälpa henne slutföra albumet. Benitez remixade flera av låtarna och producerade "Holiday".

## Komposition
Enligt Allmusic är albumet huvudsakligen inspirerat av danspop, postdisco och poprock. Det övergripande soundet på Madonna är syntbaserad upbeat-disco, där man utnyttjade en del av den tidens nya teknik såsom trummaskinen LinnDrum, syntpedalen Moog Taurus och synten Oberheim OB-X.

## Mottagande
Stephen Thomas Erlewine från Allmusic kommenterade att "[Madonna's] självbetitlade debut är inte bara bra, den satte standarden för danspop för de 20 nästkommande åren. Varför gjorde den det? ..... Madonnas sång är inte särskilt stark; låtarna, om än hookiga och minnesvärda, skulle kanske inte kunna bära på egen hand utan produktionen — men tillsammans är det ytterst oemotståndligt." I en recension för den remastrade versionen av albumet, släppt 2001, kände Michael Paoletta från Billboard att "Drygt 20 år efter utgivningen av Madonna förblir låtar som 'Holiday', 'Physical Attraction', 'Borderline' och 'Lucky Star' oemotståndliga."
Jim Farber från Entertainment Weekly gav albumet ett A med motiveringen "[Madonna] hade kanske blivit ännu en postdisco-docka om [låtarna på albumet] inte hade påvisat hennes förmåga att blanda klubbeats med oförliknelig pop". I juli 2008 rankade tidningen albumet på femte plats på deras lista "Top 100 Best Albums of Past 25 Years".

## Låtlista
| Nr | Titel               | Kompositör                  | Producent                                     | Längd |
| -- | ------------------- | --------------------------- | --------------------------------------------- | ----- |
| 1. | Lucky Star          | Madonna                     | Reggie Lucas, remix: John "Jellybean" Benitez | 5:37  |
| 2. | Borderline          | Lucas                       | Lucas                                         | 5:20  |
| 3. | Burning Up          | Madonna                     | Lucas, remix: Benitez                         | 3:45  |
| 4. | I Know It           | Madonna                     | Lucas                                         | 3:47  |
| 5. | Holiday             | Curtis Hudson, Lisa Stevens | Benitez                                       | 3:51  |
| 6. | Think of Me         | Madonna                     | Lucas                                         | 4:54  |
| 7. | Physical Attraction | Lucas                       | Lucas, remix: Benitez                         | 6:39  |
| 8. | Everybody           | Madonna                     | Mark Kamins                                   | 6:02  |

| 9.  | Burning Up (12" Version) | Madonna | Lucas          | 5:59 |
| 10. | Lucky Star ("New" Mix)   | Madonna | Lucas, Benitez | 7:15 |

## Medverkande
| Musiker - Madonna – sång, bakgrundssång, koskälla - Tina B. – bakgrundssång - Christine Faith – bakgrundssång - Dean Gant – synthesizer, piano, elpiano - Gwen Guthrie – bakgrundssång - Curtis Hudson – gitarr - Raymond Hudson – elbas - Anthony Jackson – elbas - Bashiri Johnson – slagverk - Reggie Lucas – gitarr - Bob Malach – tenorsaxofon - Paul Pesco – gitarr - Ira Siegel – gitarr - Ed Walsh – synthesizer - Brenda White – bakgrundssång - Norma Jean Wright – bakgrundssång - Fred Zarr – synthesizer, piano, trummor, elpiano, Moog-synthesizer, Rhodes-piano, Moog-bas | Produktion - Reggie Lucas – producent - John "Jellybean" Benitez – producent - Jim Dougherty – ljudtekniker - Butch Jones – ljudtekniker - Bob Blank – ljudtekniker - Ted Jensen – mastering Design - Carin Goldberg – art director - Gary Heery – fotografi - George Holy – fotografi (Madonna – The First Album) Skivbolag - Sire Records – skivbolag, amerikansk copyrightägare (1983, 1985) - Warner Bros. Records – amerikansk marknadsföring och distribution (alla utgivningar), skivbolag, copyrightägare (2001) - WEA International – internationell distributör, internationell copyrightägare (alla utgivningar) |

Medverkande är hämtade ur albumhäftet till Madonna.

## Listplaceringar och cerifikat
| Lista (1983–84)                | Högsta position |
| ------------------------------ | --------------- |
| Australien (Kent Music Report) | 10              |
| Frankrike                      | 8               |
| Japan                          | 20              |
| Kanada (RPM)                   | 16              |
| Nederländerna                  | 7               |
| Nya Zeeland                    | 6               |
| Storbritannien                 | 6               |
| Sverige                        | 2               |
| Tyskland                       | 28              |
| USA (Billboard 200)            | 8               |
| USA (Top R&B/Hip-Hop Albums)   | 20              |
| Österrike                      | 15              |

| Land           | Certifikat |
| -------------- | ---------- |
| Australien     | 3× Platina |
| Frankrike      | Platina    |
| Hongkong       | Platina    |
| Nya Zeeland    | Platina    |
| Spanien        | Guld       |
| Storbritannien | Platina    |
| Tyskland       | Guld       |
| USA            | 5× Platina |

### Singlar
| 1982                                                                                 | "Everybody"  | —  | 3 | —  | —  | —  | —  | —  | —  | — | —                      |
| 1983                                                                                 | "Burning Up" | —  | 3 | 13 | —  | —  | —  | —  | —  | — | —                      |
| 1983                                                                                 | "Holiday"    | 16 | 1 | 4  | 26 | 32 | 11 | 18 | 9  | 2 | - UK: Guld             |
| 1983                                                                                 | "Lucky Star" | 4  | 1 | 36 | —  | 8  | —  | —  | 14 | — | —                      |
| 1984                                                                                 | "Borderline" | 10 | 4 | 12 | —  | 25 | 2  | 23 | 36 | 2 | - USA: Guld - UK: Guld |
| "—" betecknar singlar som inte utgavs i det landet eller som inte gick in på listan. |              |    |   |    |    |    |    |    |    |   |                        |

Anmärkningar
- "Everybody" gick inte in på Billboard Hot 100 men uppnådde topplaceringen sju på Bubbling Under Hot 100 Singles.[30]
- "Burning Up" gick in på Hot Dance Club Play som en dubbel A-sida tillsammans med "Physical Attraction".[31]
- "Holiday" har släppts i Storbritannien vid tre olika tillfällen; utgåvan från 14 januari 1984 nådde plats sex, nyutgåvan från 30 juli 1985 nådde plats två och den sista nyutgåvan från 4 juni 1991 (utgiven tillsammans med EP-skivan The Holiday Collection) nådde plats fem.[12]
- "Lucky Star" släpptes ursprungligen i Storbritannien i september 1983, då med blygsamma listframgångar på UK Singles Chart som nummer 171. Nyutgåvan från mars 1984 nådde plats 14 som bäst. Den gick in på Hot Dance Club Play som en dubbel A-sida tillsammans med "Holiday".[32]
- "Borderline" nådde ursprungligen plats 56 i Storbritannien, men har med nyutgåvan från januari 1986 uppnått andra plats som bäst.[12]